# Paysandisia archon
Paysandisia archon là một loài bướm đêm trong họ Castniidae. Loài này sinh sống ở Uruguay và Argentina. Loài này tình cờ được du nhập vào châu Âu và đã phát tán nhanh chóng. Loài này được xem là loài duy nhất trong chi Paysandisia.
Nhà tự nhiên học người Đức Hermann Burmeister đã mô tả loài này năm 1879 với danh pháp Castnia archon.
Sải cảnh dài 90–110 mm. Cánh trước màu xanh lá cây đậm với các dải nâu, cánh sau màu đỏ tươi với những mảng màu đen và trắng đậm. Những con cái, thường lớn hơn con đực, có thể dễ dàng được công nhận bởi cơ quan đẻ trứng nổi bật. Giống như các loài castniidae khác, loài này bay vào ban ngày và đã đập râu và có thể dễ dàng bị nhầm lẫn với một con bướm ngày. Bướm trưởng thành bay từ tháng Sáu đến tháng Chín.

## Hình ảnh

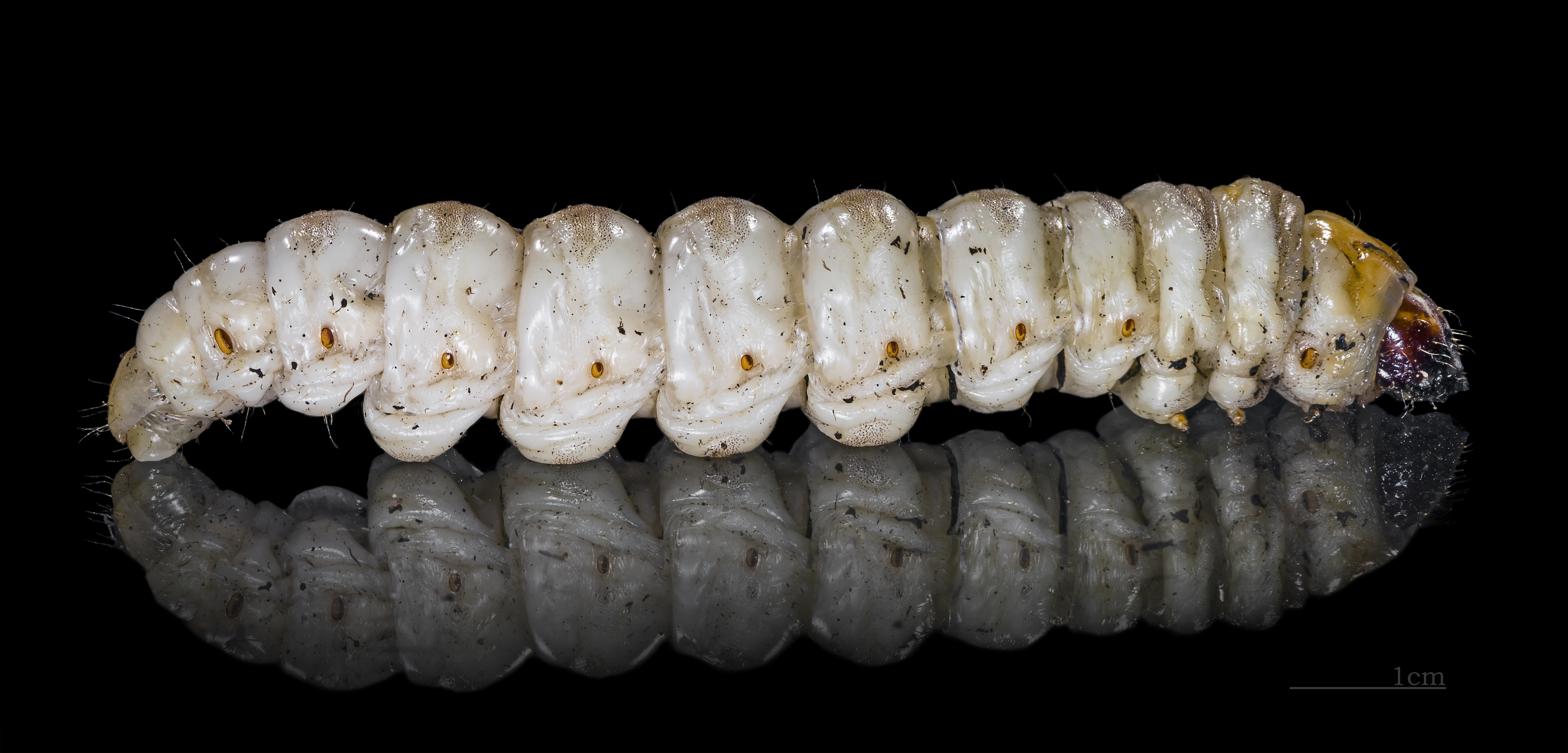
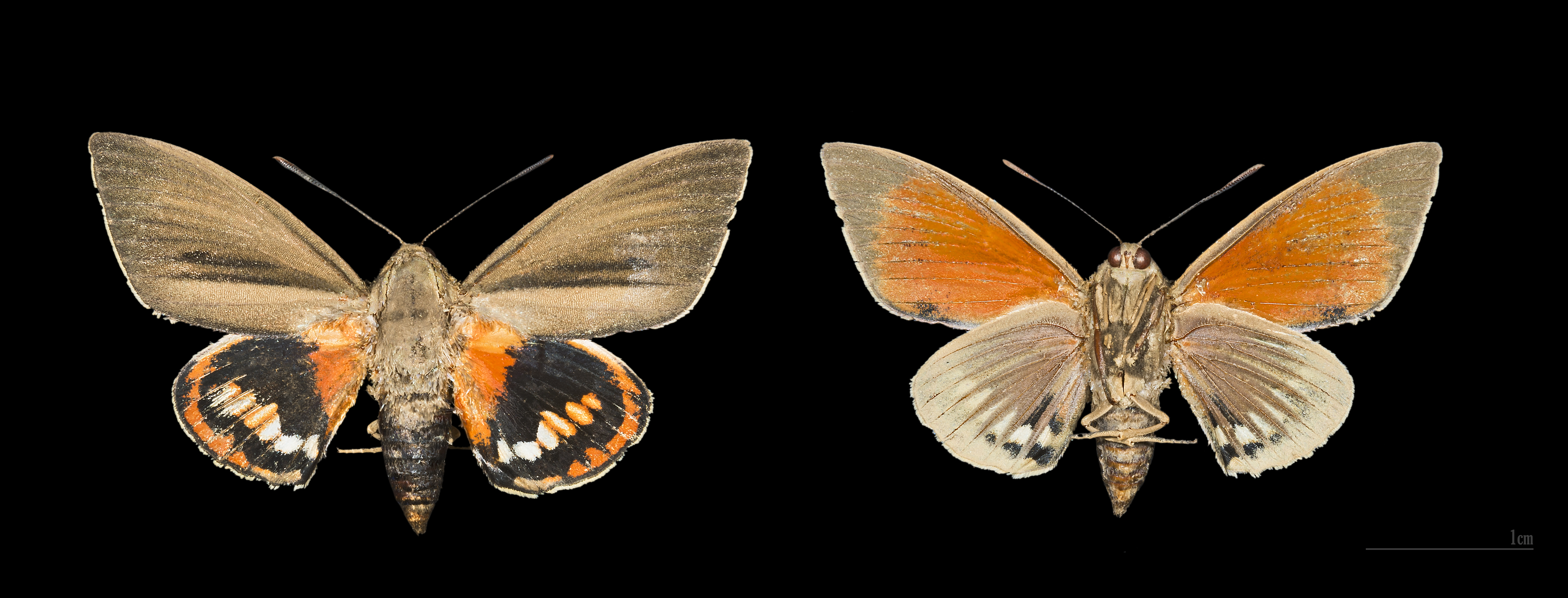
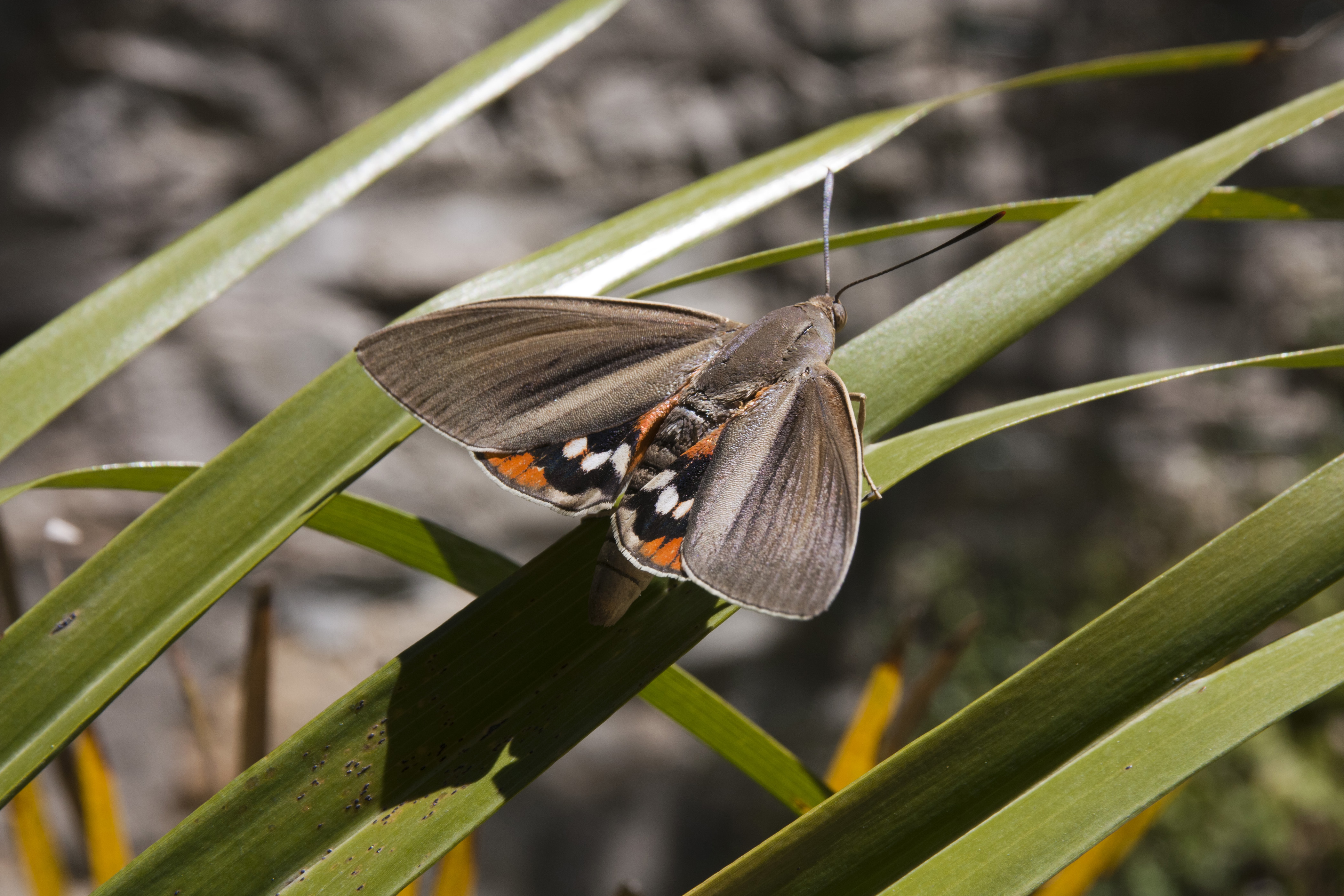
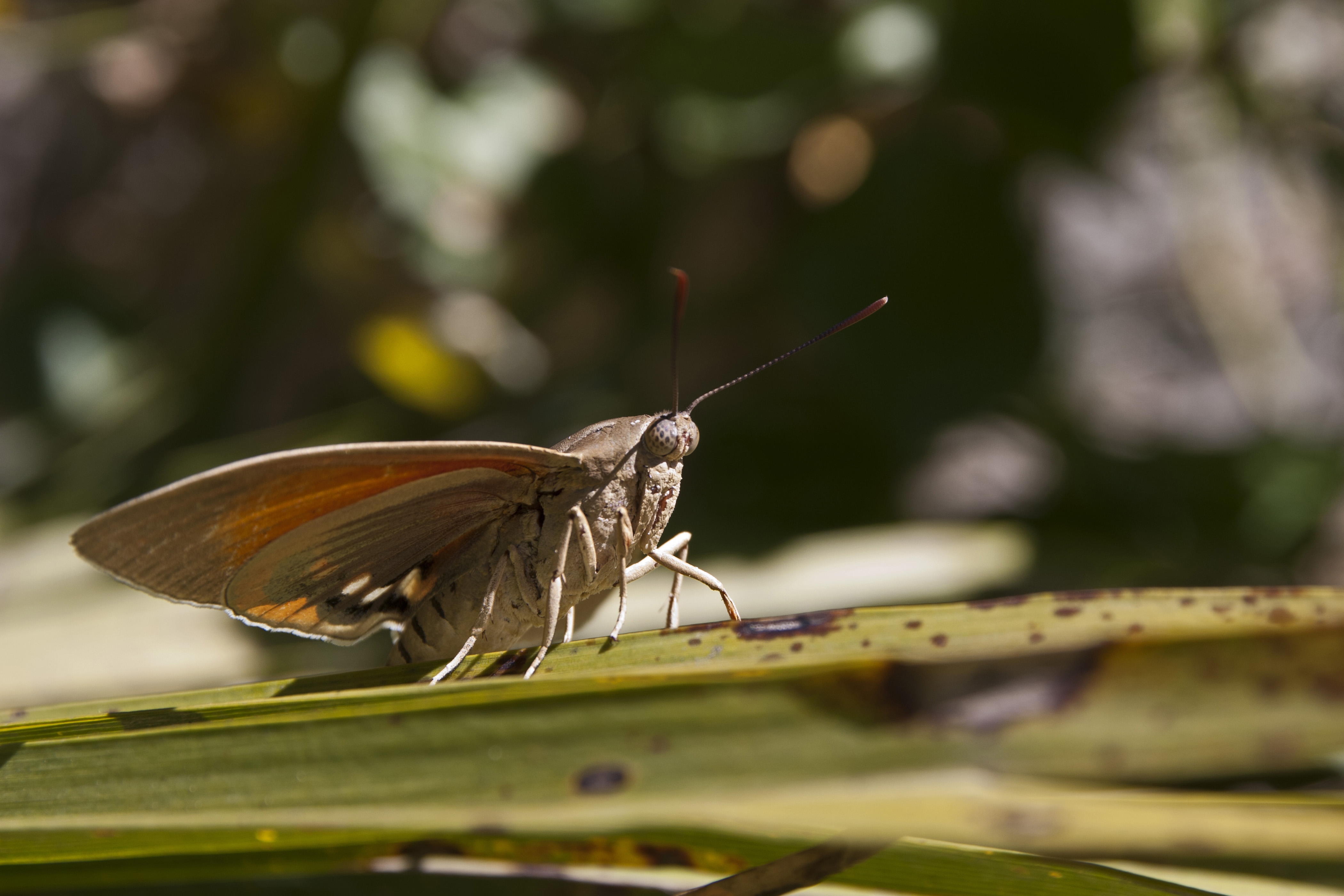
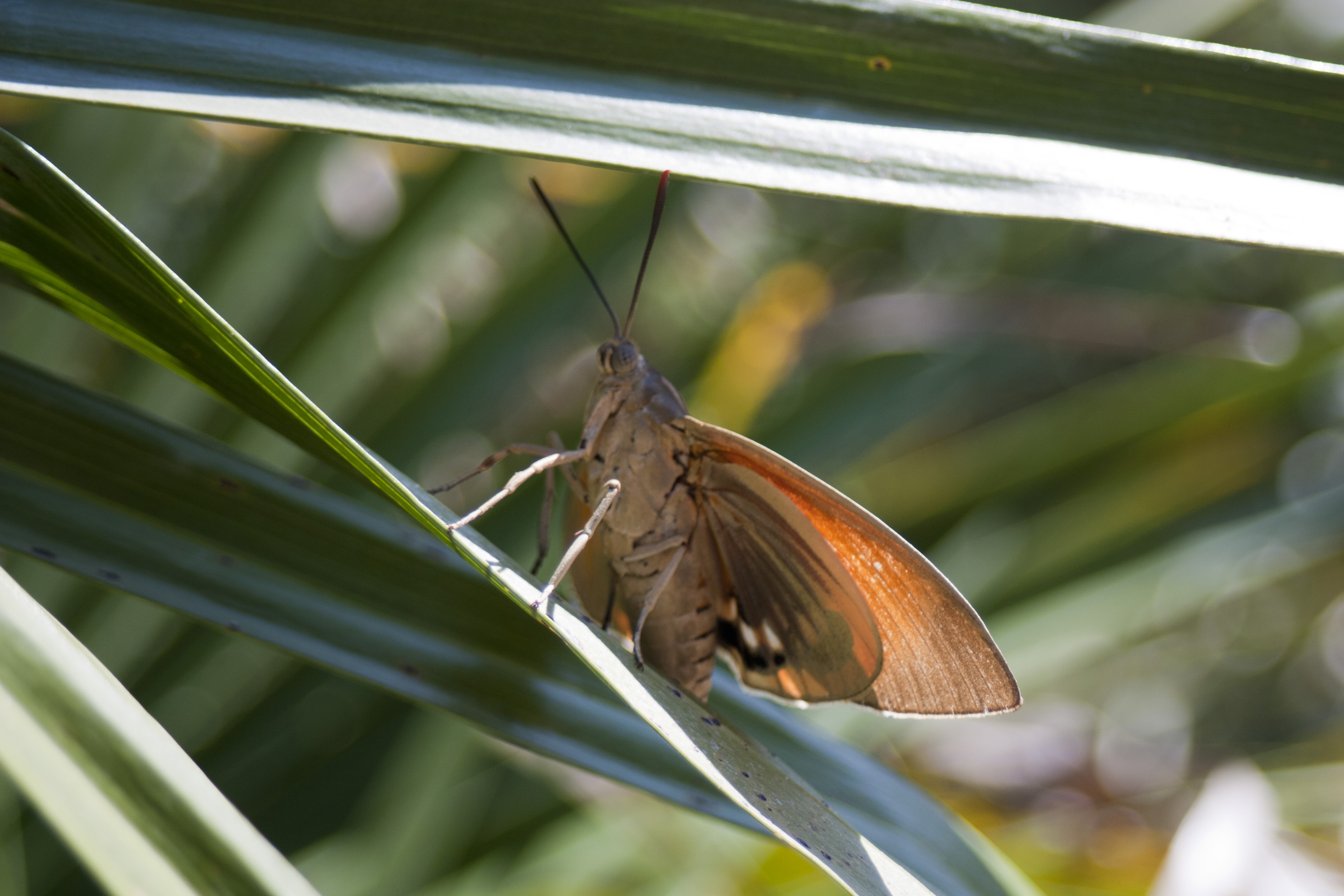